# Автобус далекого прямування

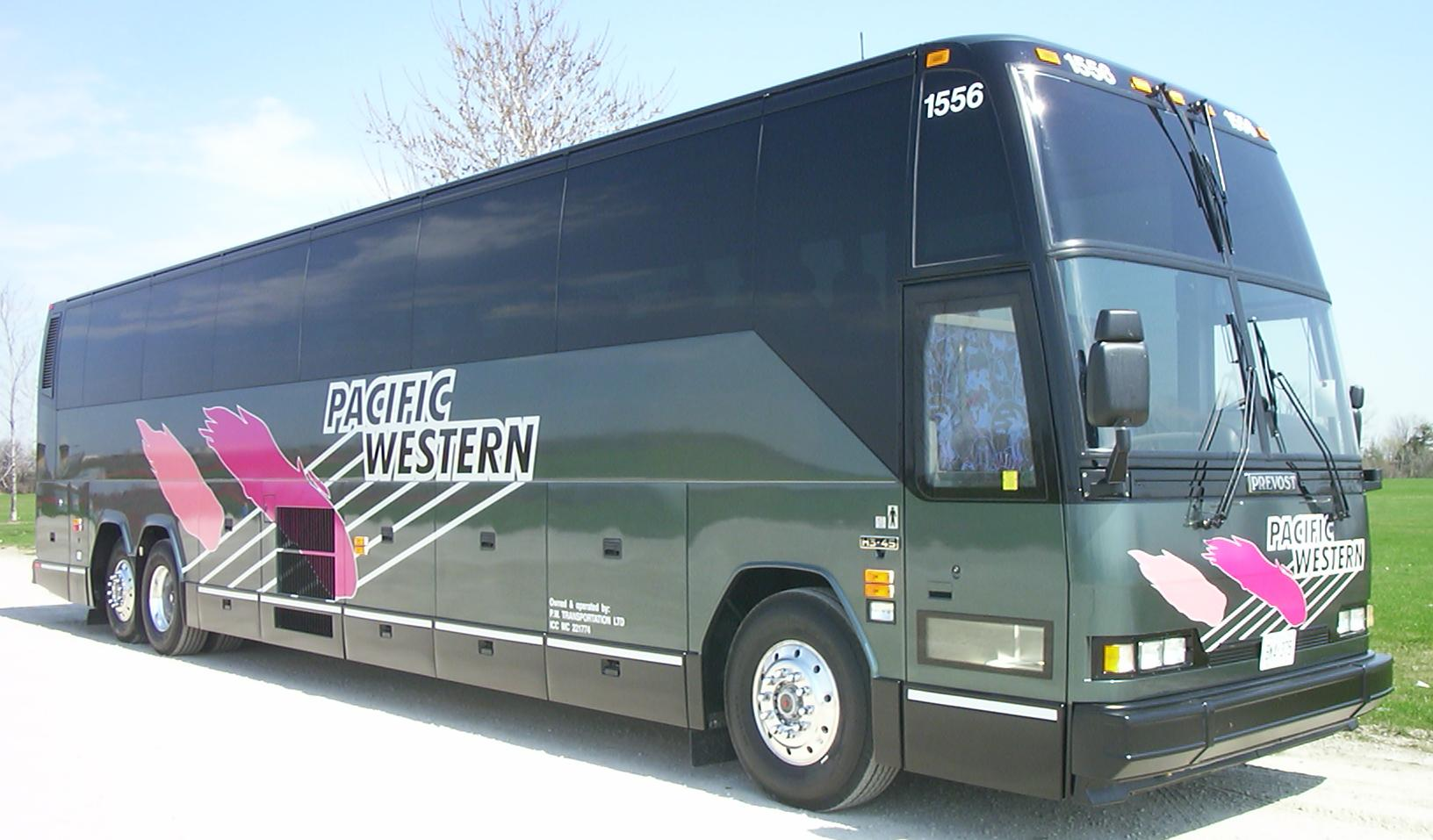

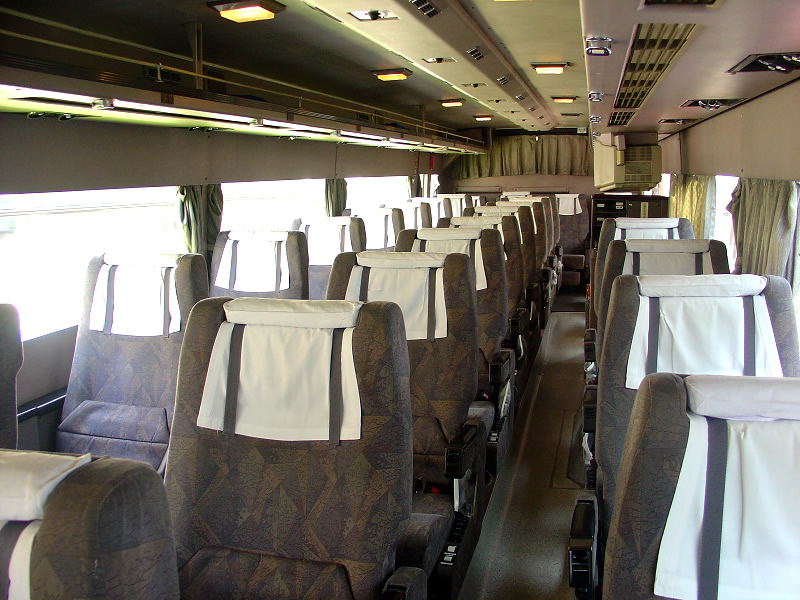
Салон автобуса далекого прямування з підвищеним комфортом.

Автобус далекого прямування (англ. Coach) — автобус, призначений для перевезення на великі відстані.

## Технічні особливості
Від міського та приміського автобуса його відрізняють:
- Тривалий час у дорозі: від кількох годин до кількох діб.
- Незначна кількість зупинок: рухається без зупинок кілька годин.
- Посадка і висадка пасажирів переважно на кінцевих станціях. Можлива зупинка на проміжних станціях, але на досить тривалий час (20—30 хвилин).
- Великий обсяг багажу, що перевозиться пасажирами.

Особливості конструкції:
- Відсутність стоячих місць.
- Наявність тільки одних-двох дверей, вужчих, ніж в міському автобусі: посадка і висадка пасажирів триває кілька хвилин і немає потреби в їхній великій пропускній спроможності.
- Багажне відділення великого об'єму, розташований під підлогою салону. Також є полиці для розміщення ручної поклажі.
- Сидіння з підлокітниками і можливістю зайняти напівлежаче положення. Також в спинці сидіння нерідко розташовується невеликий столик і підставки для склянок.[1]
- Наявність індивідуальних ламп освітлення, а також шторок вентиляції для кожного місця.
- Джерело змінного струму, Wi-Fi-доступ до інтернету.
- Також в комплектацію може входити хімічний туалет, кулер для води, холодильник, мікрохвильова піч, мінібар, гардероб, телевізор, персональні комп'ютери, кондиціонер, можливо душ і телефон.